# Marc Angerstein
Marc Angerstein (* 4. April 1971 in Wolfenbüttel) ist ein deutscher Hörfunkmoderator, Journalist und Medien-Unternehmer.

## Leben

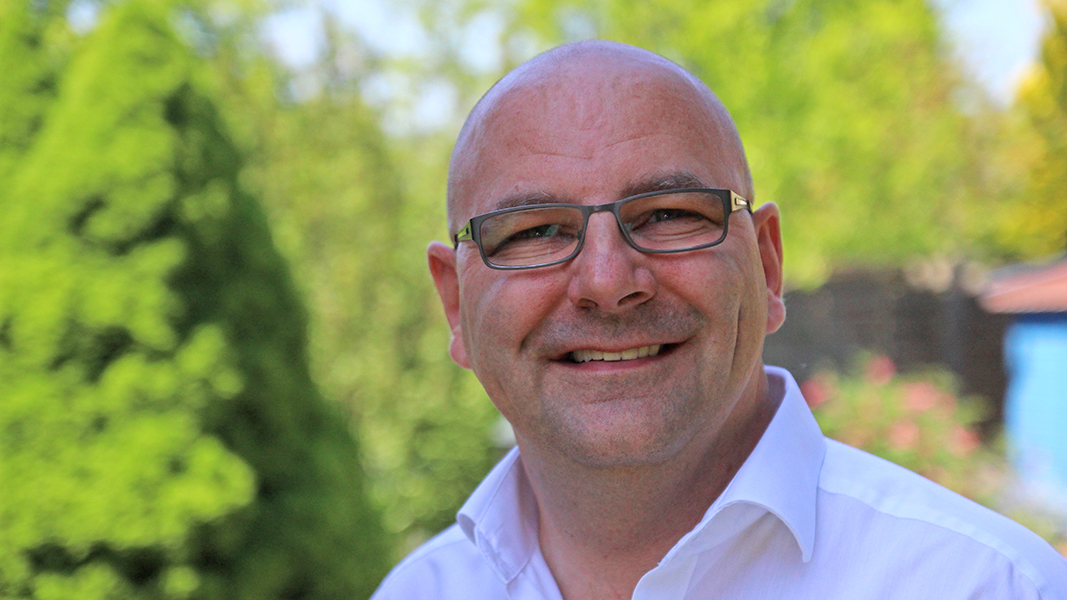
Marc Angerstein im Mai 2015

Nach seiner Ausbildung zum Restaurantfachmann und einem Volontariat als Journalist moderierte Marc Angerstein 1992 erstmals bei RIAS 2 in Berlin und wechselte zum Jahresende zu Radio SAW. Dort war er bis zum Februar 2000 als Moderator und Redakteur tätig und erreichte mit den Sendungen „Nachtschicht“ und „Feete“ einen hohen Bekanntheitsgrad im Sendegebiet. Nach anschließenden Tätigkeiten bei Antenne Niedersachsen und Hitradio Brocken kehrte er von 2003 bis 2006 zu Radio SAW zurück.
Marc Angerstein moderiert heute für den zur RTL Group gehörenden Radiosender Radio Brocken sowie den zum Norddeutschen Rundfunk gehörenden Sender NDR 1 Radio MV. Darüber hinaus ist er selbst mit der Medien für die Region GmbH Herausgeber mehrerer Online-Tageszeitungen in der Region zwischen Wolfsburg und Goslar und betreibt mit der Marc Angerstein Media GmbH in Wolfenbüttel eine Agentur für ganzheitliche Außenkommunikation.
On Air ist Marc Angerstein seit 2015 regelmäßig jeden Samstag live von 9 bis 14 Uhr mit der Show „Wochenend' und Angerstein“ bei NDR 1 Radio MV und seit 2013 jeden Sonntag von 8 bis 18 Uhr mit dem „Gute Laune Sonntag“ bei Radio Brocken.

## Politik
Politisch engagierte sich Angerstein ab 2006 im Rat der Stadt Wolfenbüttel, dem er bis 2011 angehörte. Zur Landtagswahl in Niedersachsen am 27. Januar 2008 trat er im Wahlkreis Wolfenbüttel-Süd/Salzgitter als Direktkandidat der FDP an und erreichte 4,2 % der Stimmen. Von 2005 bis 2015 war er im „Landesfachausschuss Medien“ im Niedersächsischen Landtag tätig, ab 2009 im Vorsitz.
Seit 2021 gehört er als Fraktionsvorsitzender (CDU) erneut dem Rat der Stadt Wolfenbüttel an und ist Ortsbürgermeister des Wolfenbütteler Ortsteils Fümmelse.